# Station Zandvoort aan Zee
Zandvoort aan Zee is een spoorwegstation in de Noord-Hollandse kustplaats Zandvoort. Het station is onderdeel van NS Stations. Het stationsgebouw is niet meer toegankelijk voor reizigers. Het hoofdperron en de eventueel toegankelijke zijperrons zijn vanaf de zijkanten achter het gebouw toegankelijk, het hoofdperron ook vanaf de overweg verderop.

## Geschiedenis

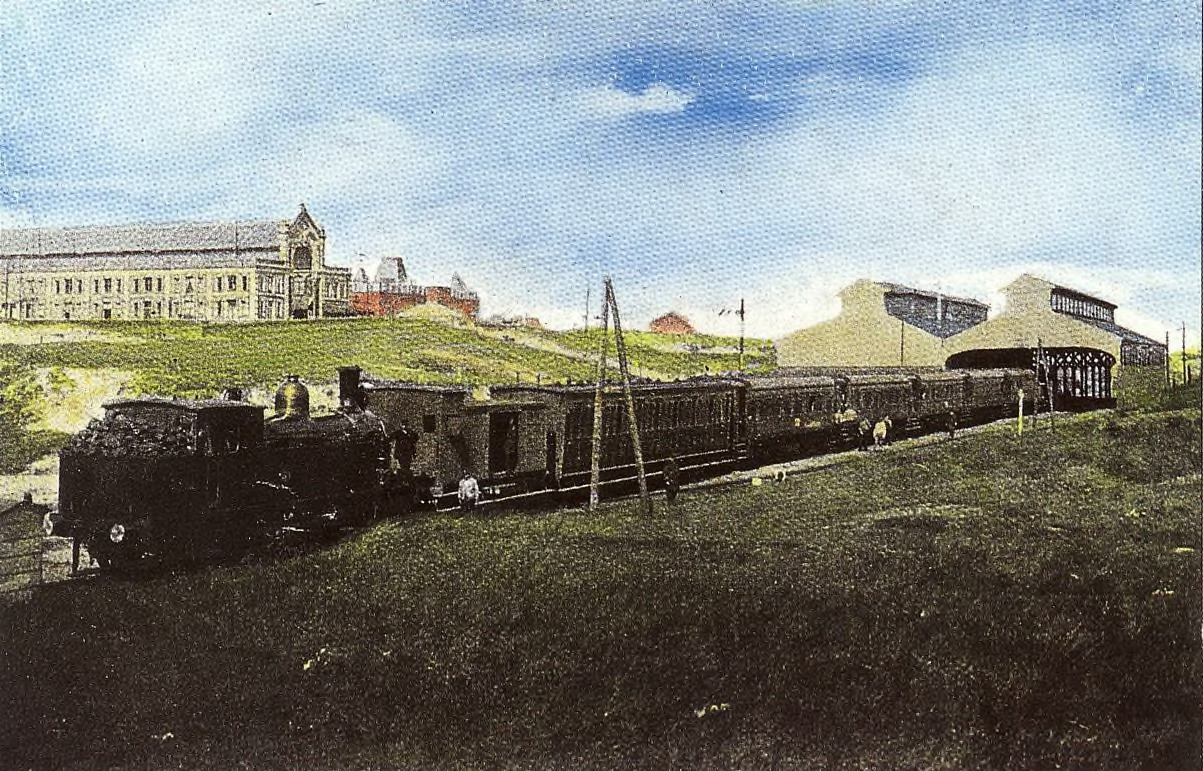
Eerste station in 1881 met boven Passage

Het eerste, noordelijker gelegen, kopstation werd geopend op 3 juni 1881 als eindpunt van de spoorlijn Haarlem - Zandvoort. Het station had een houten gebouw. Tussen het station en het Zandvoortse Kurhaus werd de Passage gebouwd, die in 1925 door brand werd verwoest.
Van 1882 tot 1907 was de Passage ook het beginpunt van de tramlijn Zandvoort, dit was in 1882 de eerste elektrische tram met voeding buiten het voertuig van Nederland. In 1883-1889 en 1895-1907 werd de tramverbinding naar het Badhuis als paardentram geëxploiteerd.

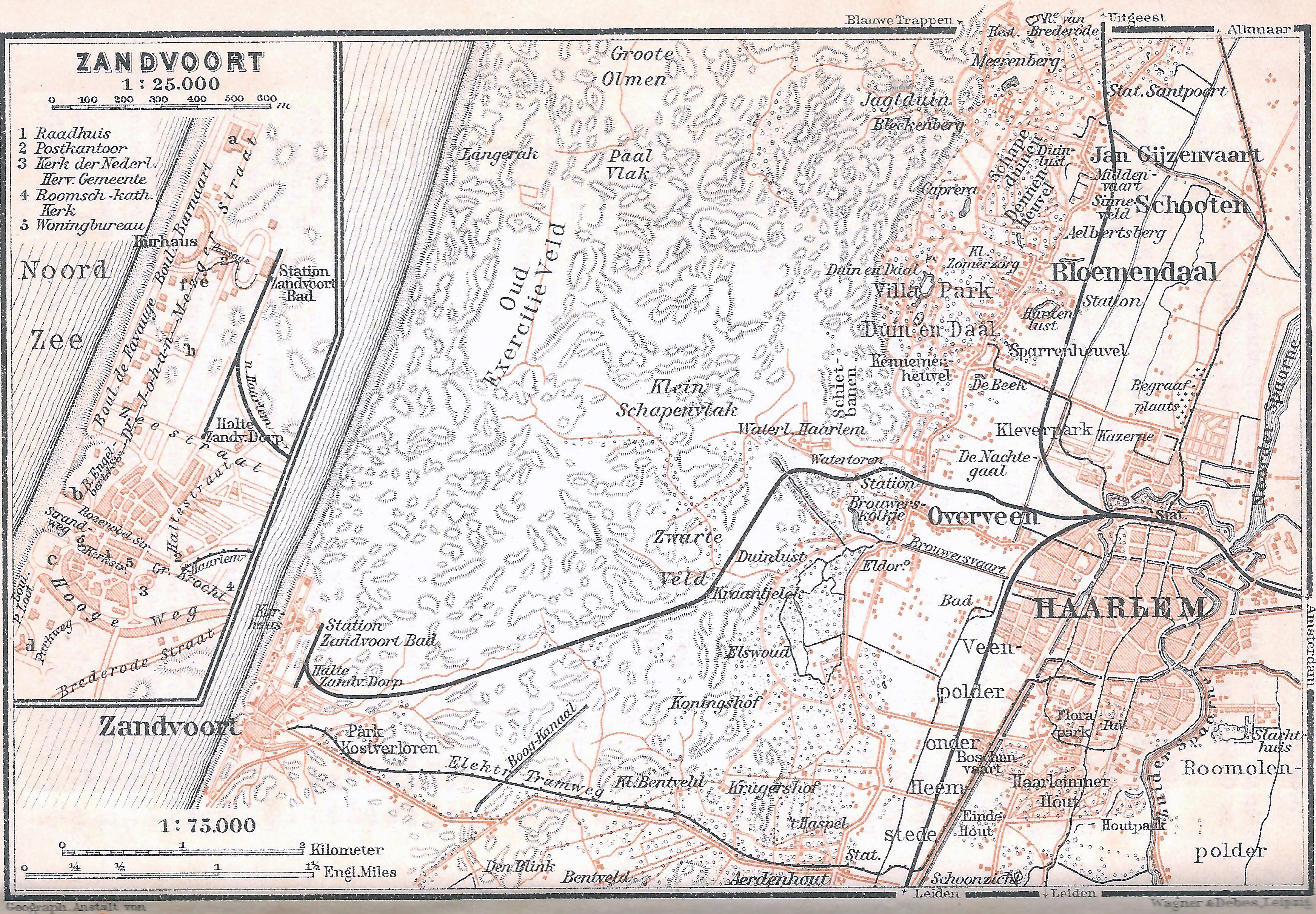
Spoor- en tramlijnen tussen Haarlem en Zandvoort en de situatie te Zandvoort met de beide stations; 1905

Omdat het station Zandvoort een eind van het centrum van Zandvoort vandaan lag, werd in 1889 nog een halte geopend: Zandvoort Dorp.
In 1908 werd de spoorlijn verlegd, waardoor het station iets verder van het strand kwam te liggen en tegelijk dichter bij het dorp. Er kwam toen ook een nieuw stationsgebouw, dat nu nog in gebruik is. Het ontwerp was waarschijnlijk van D.A.N. Margadant, de architect van de HSM. Hierdoor werd tevens de extra halte Zandvoort Dorp, die overbodig was geworden, gesloten. Het huidige station droeg vanaf 1 juni 1921 de naam Zandvoort Bad. Op 22 mei 1955 werd de naam Zandvoort aan Zee. Er was een perronkap op het perron, deze werd gesloopt in 1996.

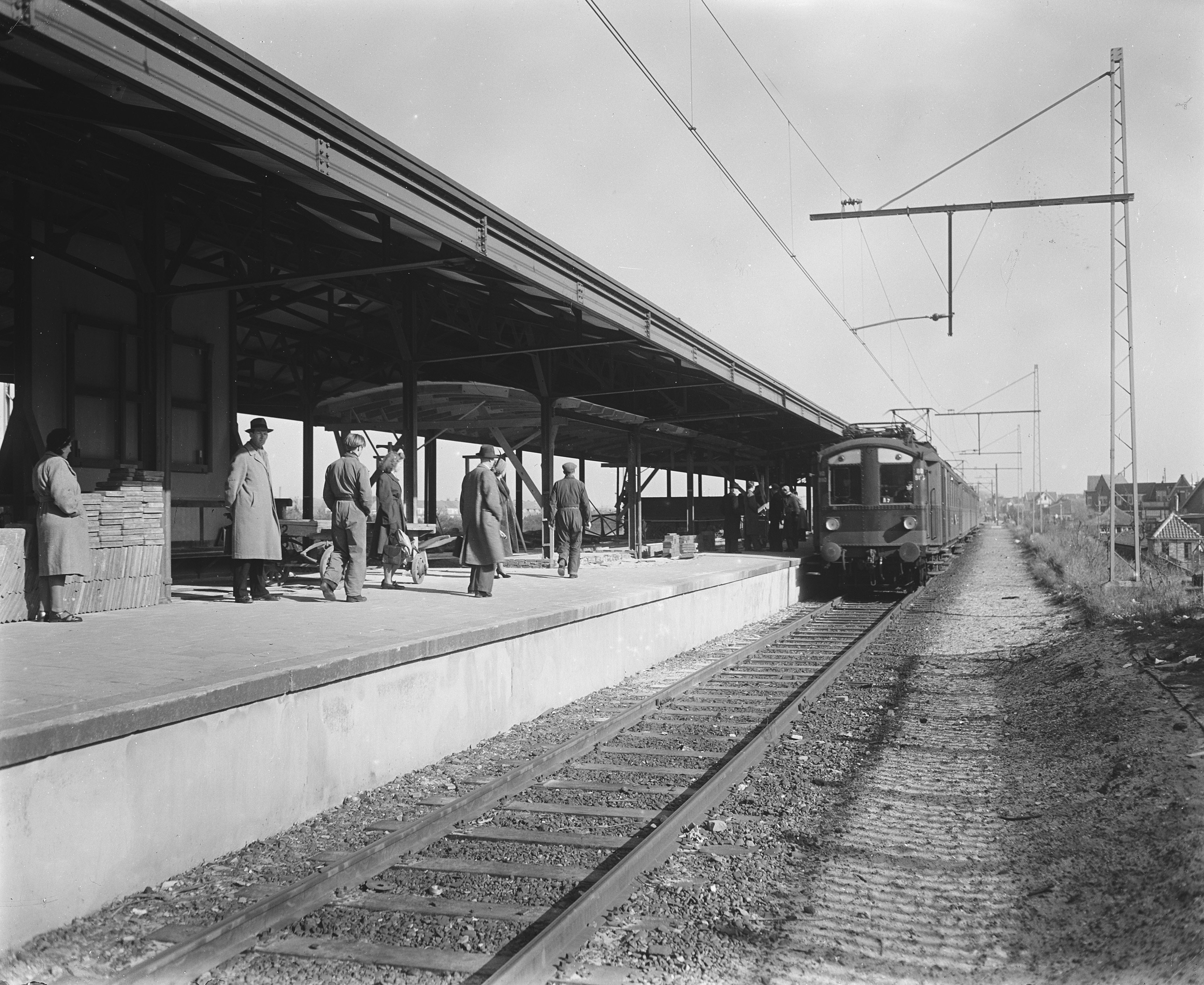
Station Zandvoort met Mat '24; 23 maart 1948

De spoorlijn werd in 1935 geëlektrificeerd met 1500 volt gelijkspanning. Van 1962 tot 1995 reden de sneltreinen, sinds 1970 intercity's, uit Zuid-Limburg via Amsterdam door naar Zandvoort aan Zee. Aangezien deze treinen uit getrokken materieel bestonden, moest er van locomotief gewisseld worden. Op het emplacement aan de noordzijde van het station, stond een nieuwe locomotief te wachten. In de tijd waarin de trein overstond, werd de locomotief voor de rijtuigen gerangeerd, waarna de trein weer kon vertrekken. Sinds 1995 werd het emplacement (dat ook voor goederentreinen gebruikt werd) steeds minder gebruikt, en werd het emplacement (met onder andere de nabijgelegen sportvelden en de sporthal Pellikaanhal) gesloopt en vervangen door woningbouw.

## Treinen
Jarenlang was Zandvoort het beginpunt van langeafstandsverbindingen, zoals de intercity naar Maastricht of Heerlen (die tussen Zandvoort en Amsterdam Centraal reed als stoptrein) en zelfs internationale treinen: al in 1887 was er een rechtstreekse verbinding tussen Zandvoort en Basel (Zwitserland). Tot de jaren negentig reed er in de zomer op zaterdag een intercitytrein naar Maastricht door naar Luxemburg. Ook reden in de zomer soms treinen door van Maastricht naar Valkenburg.
Tot 1995 was Zandvoort een intercitystation. Het was tot die tijd daardoor mogelijk om vanuit alle intercitystations op de verbinding Zandvoort – Maastricht / Heerlen zonder overstappen op loopafstand van het strand aan te komen aangezien het station maar 400 meter van het strand is verwijderd.
Sinds 1995 rijden er alleen Sprinters tussen Zandvoort aan Zee en Haarlem of Amsterdam Centraal. De intercity van en naar Limburg reed niet meer naar Zandvoort zodat het mogelijk was de treinlengte op het overgebleven traject (Haarlem – Limburg) te vergroten. De perronlengte in Zandvoort, begrensd door de overweg ten oosten van het station, en het stationsgebouw aan de westelijke zijde, stond langere treinen niet toe. Op de rest van het traject waren deze beperkingen er niet. Bovendien was de vervoersvraag naar Zandvoort buiten het strandseizoen niet groot genoeg voor een intercityverbinding.
| Serie | Treinsoort    | Route                                            | Bijzonderheden                                                                                                  |
| ----- | ------------- | ------------------------------------------------ | --- |
| 5400  | Sprinter (NS) | Amsterdam Centraal – Haarlem – Zandvoort aan Zee | Wordt 's avonds na 20:00 en in het weekend niet tussen Amsterdam Centraal en Haarlem v.v. gereden.              |
| 15400 | Sprinter (NS) | Haarlem – Zandvoort aan Zee                      | Extra strandtrein, rijdt alleen bij verwachte drukte door zomerweer of bij evenementen.                         |
| 25400 | Sprinter (NS) | Haarlem – Zandvoort aan Zee                      | Extra strandtrein, rijdt alleen bij verwachte drukte door zomerweer of bij evenementen. Stopt niet te Overveen. |

## Hoge frequentie bij evenementen
Bij het weekend van de Grand Prix Formule 1 van Nederland (2024: 23 tot en met 25 augustus) zet NS in samenwerking met ProRail sinds 2021 twaalf lange treinen per uur van en naar Zandvoort in. De overwegen tussen Zandvoort en Halfweg worden dan afgesloten voor het wegverkeer. Station Overveen, waar het perron alleen met een overpad is te bereiken, is dan ook gesloten.
Station Zandvoort aan Zee heeft sinds 2020 extra zijperrons die alleen bij grote drukte zoals dit evenement worden gebruikt. Terwijl mensen uitstappen op het ene perron kan dan op een ander perron een andere trein klaarstaan voor instappers.

### Capaciteitsuitbreiding in 2020
Op 11 september 2019 werd bekendgemaakt dat 7 miljoen euro zou worden geïnvesteerd door het Ministerie van Infrastructuur en Waterstaat, de provincie Noord-Holland, de gemeente Zandvoort en de Vervoerregio Amsterdam in het "structureel op orde brengen van de energievoorziening en de overwegveiligheid" en uitbreiding van de perroncapaciteit in Zandvoort, voor de Grand Prix Formule 1 van Nederland 2021 van 3 tot 5 september 2021 (uitgesteld vanaf mei 2020). Naast het middenperron zijn twee zijperrons gebouwd om het gelijktijdig in- en uitstappen van passagiers te versnellen. Ook tijdens drukke stranddagen in de zomer kunnen er voortaan meer treinen worden ingezet dan voorheen. Op 30 april 2020 zijn de werkzaamheden afgerond en is het vernieuwde station opgeleverd door ProRail.
De twee sporen langs het eilandperron hebben de nummers 1 en 2. Vanaf de zijperrons hebben dezelfde sporen de nummers 10 en 20.

## Fotogalerij

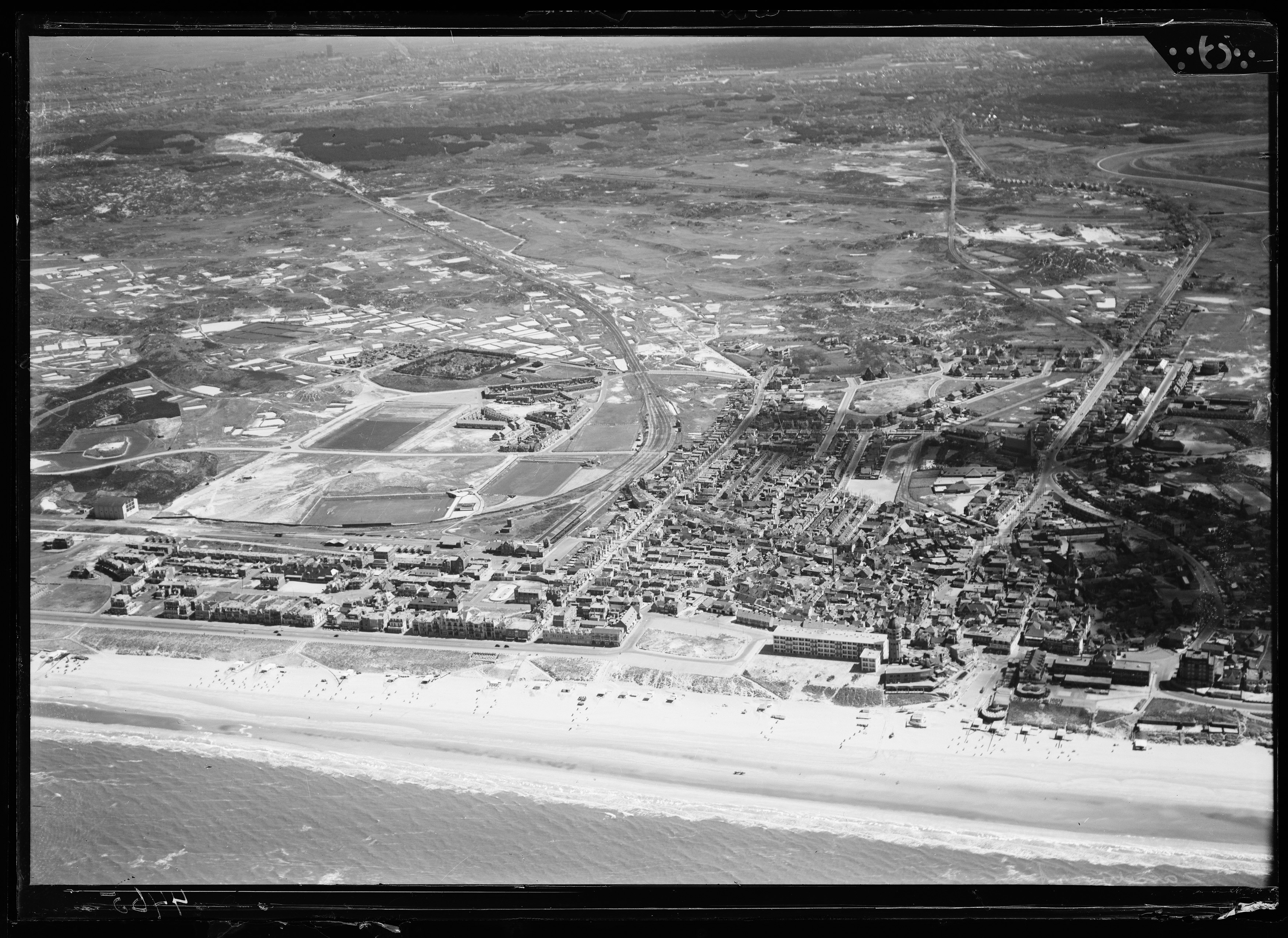
Luchtfoto van Zandvoort. In het midden het station met de spoorlijn richting Haarlem; circa 1930.
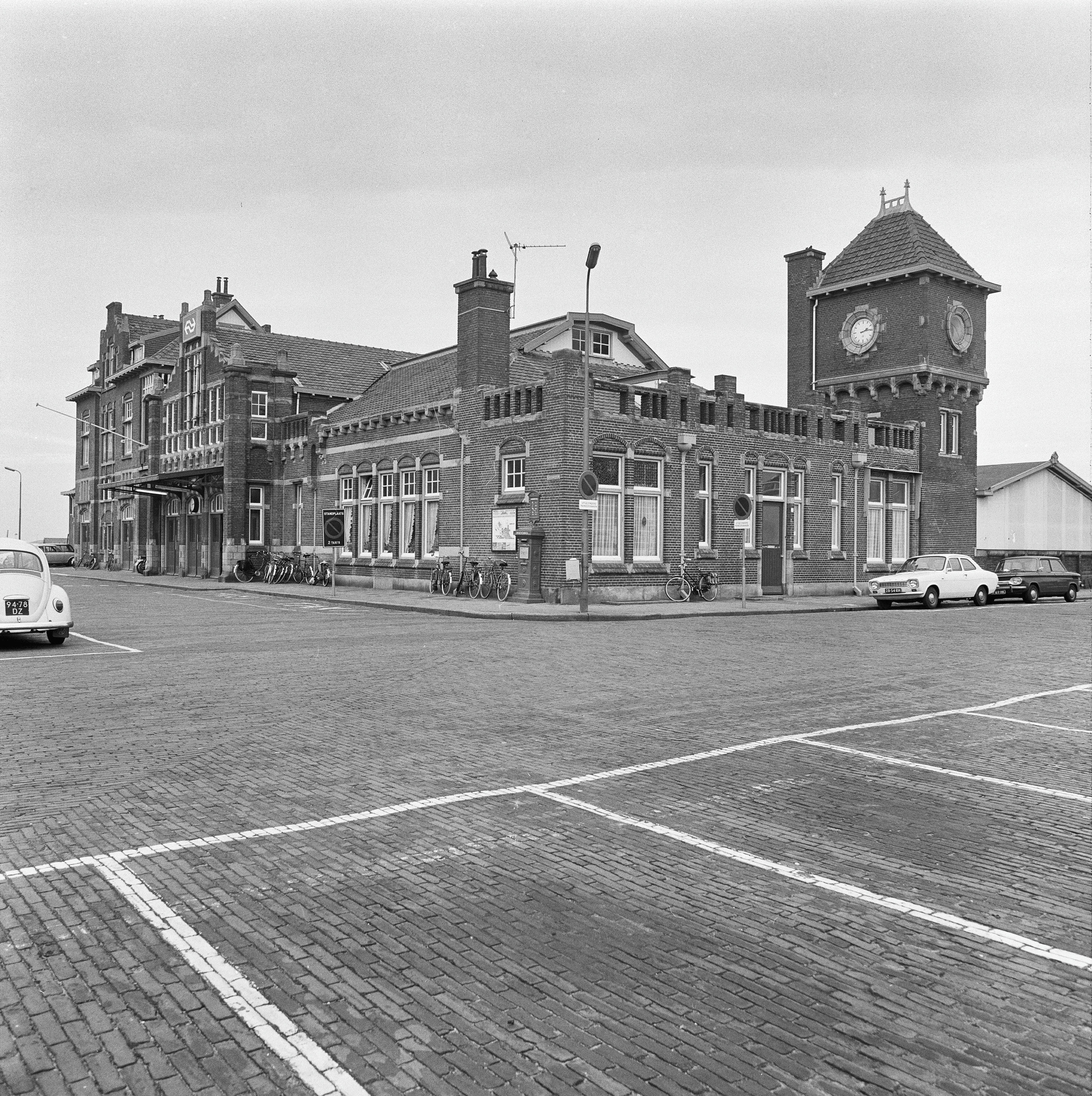
Voor- en zijgevel van het Station Zandvoort aan Zee, met de watertoren, gezien vanaf de Statonsstraat; februari 1974
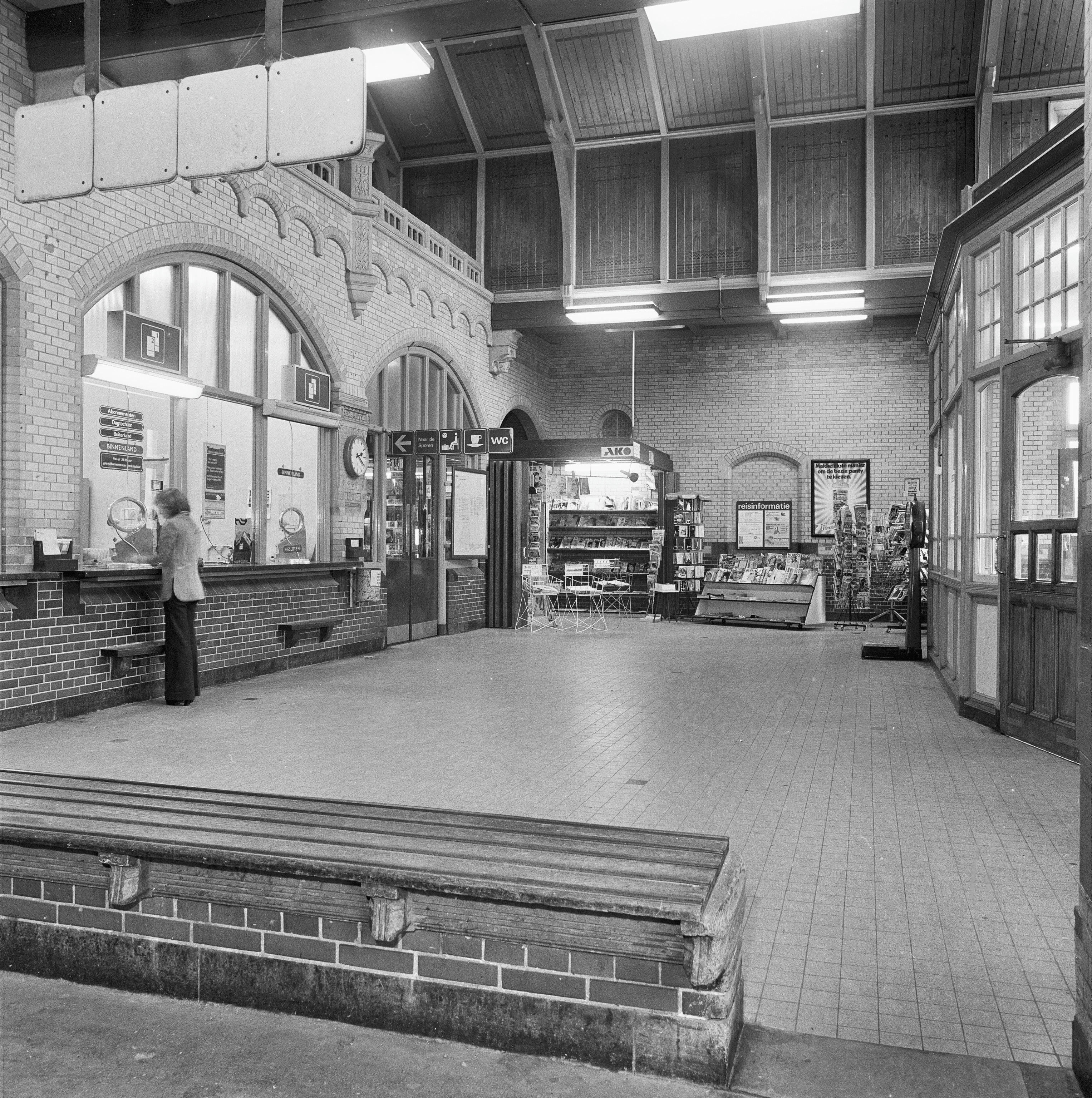
Stationshal met loketten in 1974
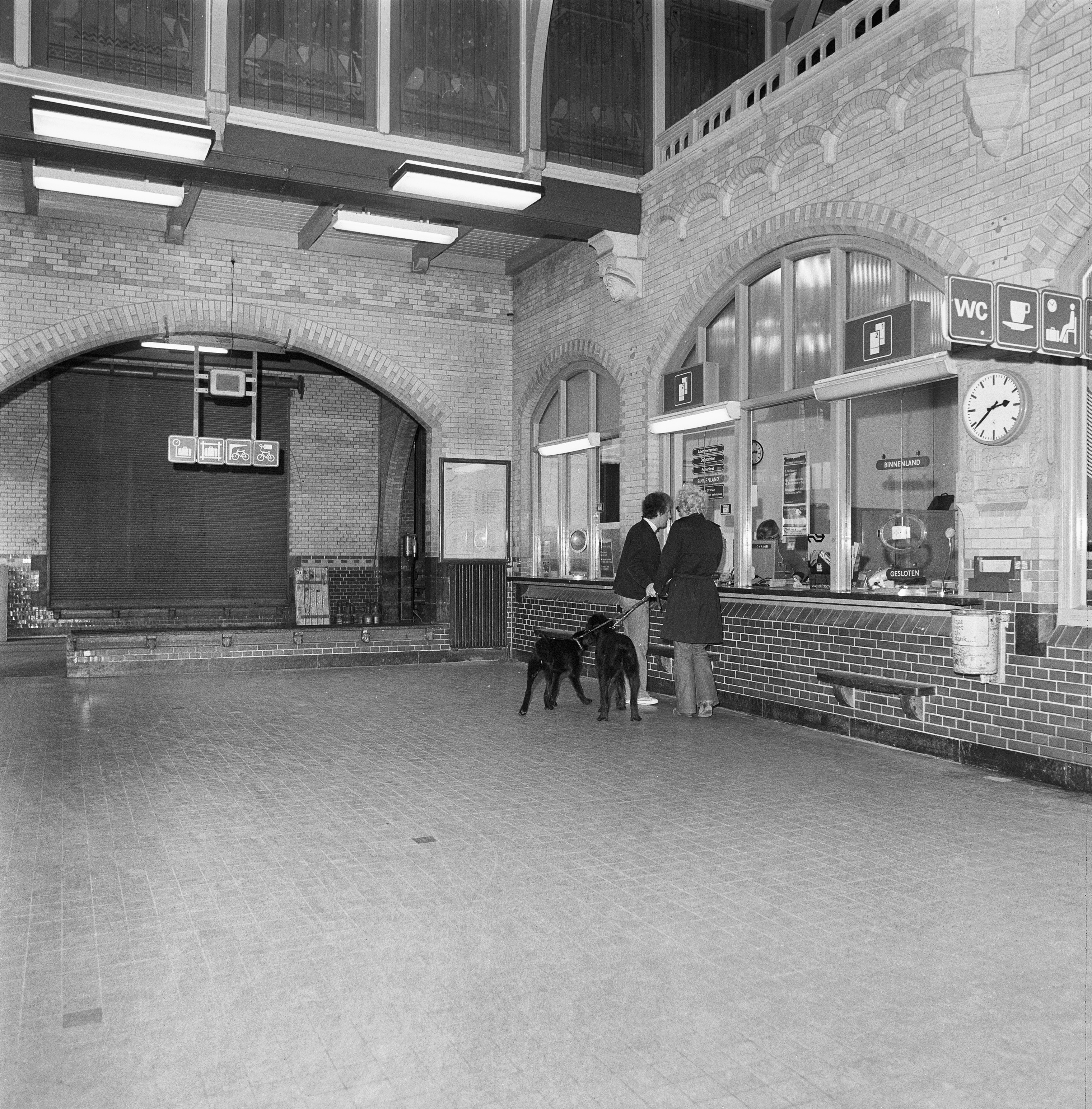
Stationshal met loketten in 1974
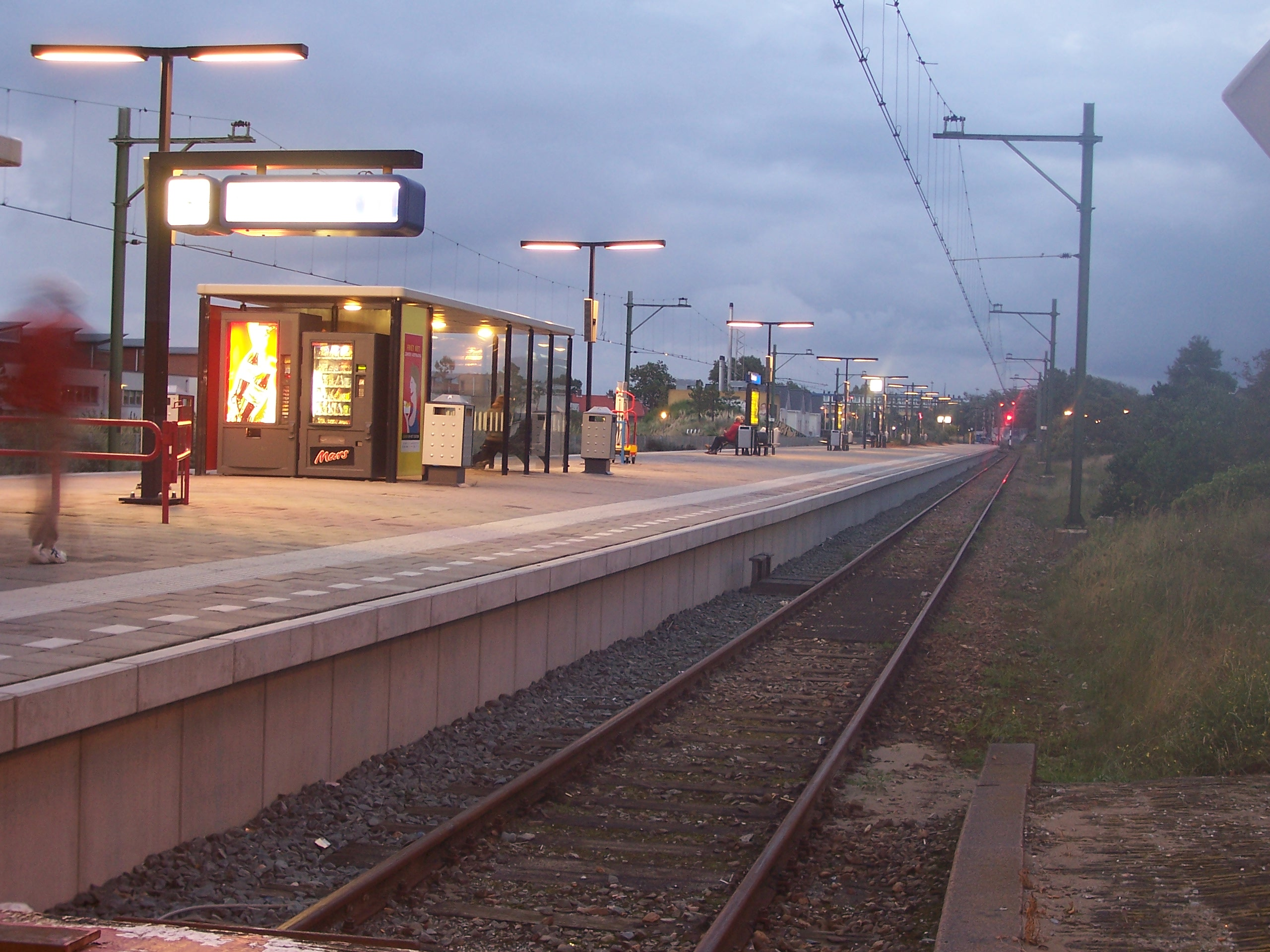
Het perron van station Zandvoort in 2006
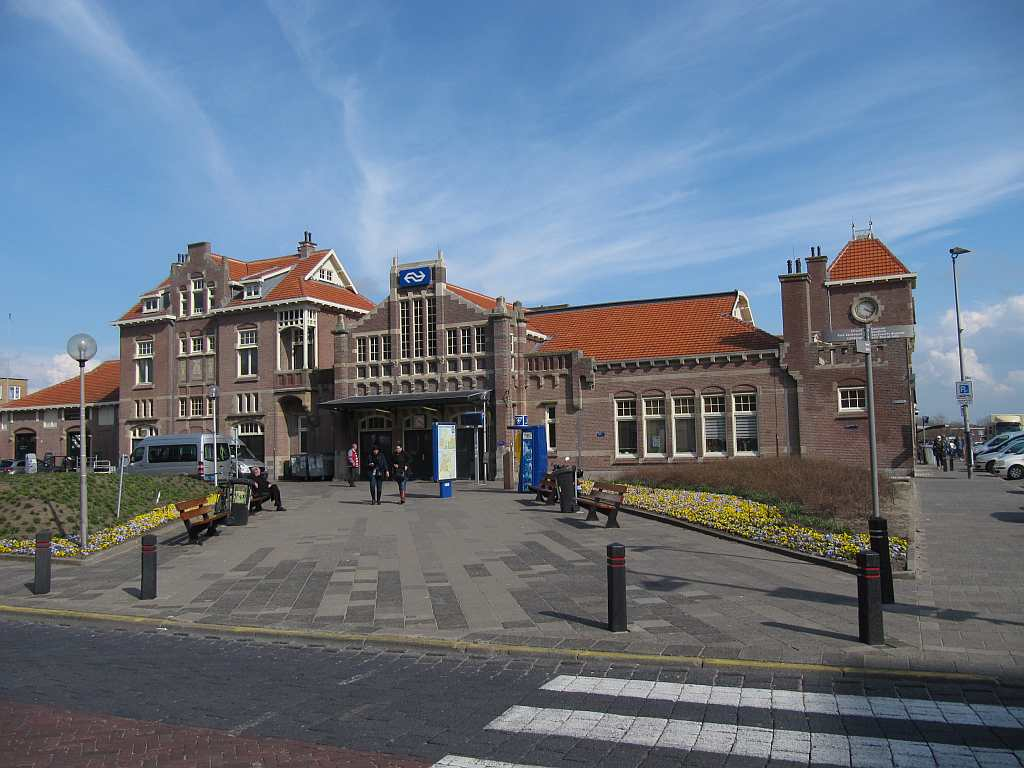
Straatzijde van het station; 2012
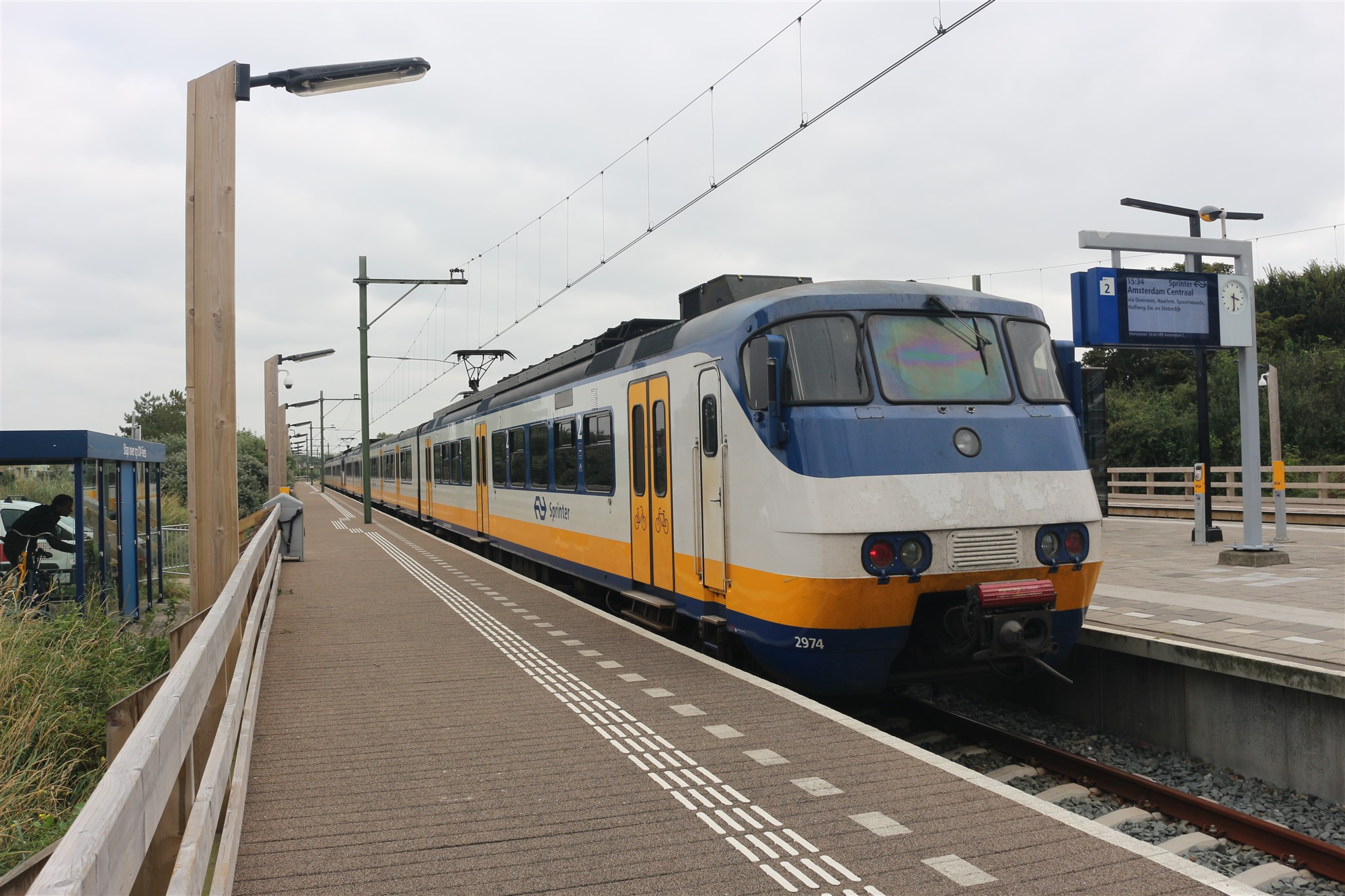
Extra perrons op Zandvoort aan Zee voor tijdens het race-evenement; 2021

## Buslijnen en bushaltes
Station Zandvoort aan Zee telt bushaltes voor twee buslijnen (streeklijn 81 en zomerlijn 84) van vervoerder Connexxion, die vallen onder de concessie Haarlem-IJmond.
| Concessiegebied  | Lijn | Route                                                                        |
| ---------------- | ---- | ---------------------------------------------------------------------------- |
| Connexxion       |      |                                                                              |
| Haarlem / IJmond | 81   | Haarlem Station - Bloemendaal Strand - Zandvoort Station - Zandvoort Centrum |
| Haarlem / IJmond | 84   | Haarlem Station - Bloemendaal Strand - Zandvoort Station                     |

## Ontwikkeling aantal reizigers
Het aantal door NS vervoerde reizigers (per gemiddelde werkdag) ontwikkelde zich sedert 2019 als volgt:
| Jaar | Aantal reizigers |
| ---- | ---------------- |
| 2019 | 5.858            |
| 2020 | 2.772            |
| 2021 | 3.447            |
| 2022 | 5.027            |
| 2023 | 5.476            |
| 2024 | 5.499            |

0: Haarlem ·
1: Haarlem Bolwerk ·
2: Overveen ·
7: Zandvoort Dorp ·
8: Zandvoort
Alkmaar ·
-Noord ·
Amsterdam:
-Amstel ·
-ArenA ·
-Bijlmer ArenA · 
-Centraal ·
-Holendrecht ·
-Lelylaan ·
-Muiderpoort ·
-RAI ·
-Science Park ·
-Sloterdijk ·
-Zuid ·
Anna Paulowna ·
Beverwijk ·
Bloemendaal ·
Bovenkarspel:
-Flora ·
-Grootebroek ·
Bussum Zuid ·
Castricum ·
Den Helder ·
-Zuid ·
Diemen ·
-Zuid ·
Driehuis ·
Duivendrecht ·
Enkhuizen ·
Haarlem ·
-Spaarnwoude ·
Halfweg-Zwanenburg ·
Heemskerk ·
Heemstede-Aerdenhout ·
Heerhugowaard ·
Heiloo ·
Hilversum ·
-Media Park ·
-Sportpark ·
Hollandsche Rading ·
Hoofddorp ·
Hoogkarspel ·
Hoorn ·
-Kersenboogerd ·
Koog aan de Zaan ·
Krommenie-Assendelft ·
Naarden-Bussum ·
Nieuw Vennep ·
Obdam ·
Overveen ·
Purmerend ·
-Overwhere ·
-Weidevenne ·
Santpoort:
-Noord ·
-Zuid ·
Schagen ·
Schiphol Airport ·
Uitgeest ·
Weesp ·
Wormerveer ·
Zaandam ·
-Kogerveld ·
Zaandijk Zaanse Schans ·
Zandvoort aan Zee
Stations van de Museumstoomtram Hoorn-Medemblik:
Tramstation Hoorn · 
Zwaag ·
Wognum-Nibbixwoud ·
Twisk ·
Opperdoes ·
Medemblik
Voormalige stations: zie de lijst van voormalige spoorwegstations in Noord-Holland